# Ugny-le-Gay
Ugny-le-Gay è un comune francese di 160 abitanti situato nel dipartimento dell'Aisne della regione dell'Alta Francia.

## Società

### Evoluzione demografica
Abitanti censiti